# Mellitiosporium hysterinum
Mellitiosporium hysterinum är en svampart som först beskrevs av Elias Fries, och fick sitt nu gällande namn av Claude-Casimir Gillet 1886. Mellitiosporium hysterinum ingår i släktet Mellitiosporium, ordningen Rhytismatales, klassen Leotiomycetes, divisionen sporsäcksvampar och riket svampar.  Arten är reproducerande i Sverige. Inga underarter finns listade i Catalogue of Life.